# Cinquième district congressionnel de l'Alabama
Le 5e district congressionnel d'Alabama est le district du Congrès américain qui englobe les comtés de Lauderdale, Limestone, Madison, Morgan et la majeure partie de celui de Jackson.
Il est actuellement représenté par le Républicain Dale Strong.

## Histoire
Deux projets économiques majeurs ont eu un impact durable sur le 5e district et ont dicté de manière indélébile la politique du nord de l'Alabama pendant la majeure partie du XXe siècle. Avant 1933, les comtés du nord de l'Alabama étaient typiquement pauvres, blancs et ruraux. L'arrivée de la Tennessee Valley Authority (TVA) a changé une grande partie de cela, transformant lentement la démographie vers les emplois techniques et d'ingénierie. Le deuxième projet majeur était les programmes spatiaux et de fusées, y compris Redstone Arsenal à Huntsville où les premiers grands missiles balistiques américains ont été développés. De plus, la NASA a construit le Marshall Space Flight Center dans la région de Huntsville-Decatur dans les années 1960. À la fin des années 1950, le nord de l'Alabama est devenu dominé par les industries de haute technologie et d'ingénierie, une tendance qui s'est poursuivie jusqu'à présent. Ces dernières années, United Launch Alliance a installé son centre de recherche à Decatur. En conséquence, Huntsville est devenue la deuxième plus grande région métropolitaine et la croissance la plus rapide de l'Alabama.
Pendant un certain temps, le district a résisté à la tendance républicaine croissante en Alabama. C'était le seul district de l'État qui a soutenu Walter Mondale en 1984, mais n'a pas soutenu de Démocrate à la présidence depuis lors. Les démocrates continuent d'occuper la plupart des postes au niveau local et ont continué à occuper la plupart des sièges du district à la législature de l'État de l'Alabama jusqu'à ce que les Républicains aient balayé presque tous les sièges du nord de l'Alabama en 2010. Au milieu des années 1990, c'était un siège sérieusement contesté, avec le titulaire démocrate de longue date, Bud Cramer (en) remportant la réélection par seulement 1 770 voix en 1994. Cependant, Cramer a été élu cinq fois avec 70 % ou plus des voix et s'est même présenté sans opposition en 2006, lors du raz de marée démocrate. Cramer n'a pas cherché à se faire réélire en 2008. Parker Griffith, oncologue à la retraite et Sénateur d'État, a remporté le siège ouvert en novembre 2008. Cependant, en décembre 2009, Griffith est devenu Républicain. Jusqu'au changement de Griffith, le district avait été l'un des derniers de l'ancienne Confédération à ne pas avoir envoyé de Républicain au Congrès américain depuis la Reconstruction. Griffith a été évincé de la primaire républicaine par l'actuel représentant Mo Brooks.
George W. Bush a remporté 60 % des voix dans ce district en 2004. John McCain a également remporté le 5e district en 2008 avec 60,91 % des voix tandis que Barack Obama a obtenu 37,99 %.

## Historique des votes
| Année | Poste     | Résultats          |
| ----- | --------- | ------------------ |
| 2000  | Président | Bush 54 % - 44 %   |
| 2004  | Président | Bush 60 % - 39 %   |
| 2008  | Président | McCain 61 % - 38 % |
| 2012  | Président | Romney 64 % - 35 % |
| 2016  | Président | Trump 65 % - 31 %  |
| 2017  | Sénat     | Moore 65 % - 31 %  |
| 2020  | Président | Trump 63 % - 36 %  |
| 2022  | Sénat     | Britt 65 % - 31 %  |

## Liste des Représentants du district
| Membre                        | Parti           | Années                               | Congrès     | Histoire électorale |
| ----------------------------- | --------------- | ------------------------------------ | ----------- | --- |
| District créé le 4 mars 1833  |                 |                                      |             | |
| John Murphy                   | Jacksonien (en) | 4 mars 1833 - 3 mars 1835            | 23e         | Élu en 1832. Retrait. |
| Francis Strother Lyon (en)    | Anti-Jacksonien | 4 mars 1835 - 4 mars 1837            | 24e , 25e   | Élu en 1834. Réélu en 1836. Retrait. |
| Francis Strother Lyon (en)    | Whig            | 4 mars 1837 - 3 mars 1839            | 24e , 25e   | Élu en 1834. Réélu en 1836. Retrait. |
| James Dellet (en)             | Whig            | 4 mars 1839 - 3 mars 1841            | 26e         | Élu en 1838. Redécoupage vers le district at-large. |
| Vacant                        | Vacant          | 4 mars 1841 - 3 mars 1843            | 27e         | District inactif, tous les Représentants sont élus at-large |
| George S. Houston             | Démocrate       | 4 mars 1843 - 4 mars 1849            | 28e - 30e   | Redécoupage depuis le district at-large et réélu en 1842. Réélu en 1844. Réélu en 1846. Retrait. |
| David Hubbard (en)            | Démocrate       | 4 mars 1849 - 3 mars 1851            | 31e         | Élu en 1848. Perdu sa réélection. |
| George S. Houston             | Démocrate       | 4 mars 1851 - 21 janvier 1861        | 32e - 36e   | Élu en 1850. Réélu en 1852. Réélu en 1854. Réélu en 1856. Réélu en 1858. Retrait à cause de la Guerre de Sécession. |
| Vacant                        | Vacant          | 21 janvier 1861 - 21 juillet 1868    | 36e - 40e   | Guerre de Sécession et Reconstruction. |
| John Benton Callis (en)       | Républicain     | 21 juillet 1868 - mars 1869          | 40e         | Élu pour finir le mandat vacant. Retrait. |
| Peter Myndert Dox (en)        | Démocrate       | 4 mars 1869 - 3 mars 1873            | 41e , 42e   | Élu en 1868. Réélu en 1870. Retrait. |
| John Henry Caldwell (en)      | Démocrate       | 4 mars 1873 - 3 mars 1877            | 43e , 44e   | Élu en 1876. Perd sa renomination. |
| Robert F. Ligon (en)          | Démocrate       | 4 mars 1877 - 3 mars 1879            | 45e         | Élu en 1876. Perd sa renomination. |
| Thomas Williams (en)          | Démocrate       | 4 mars 1879 - 3 mars 1885            | 46e - 48e   | Élu en 1878. Réélu en 1880. Réélu en 1882. Retrait. |
| Thomas William Sadler (en)    | Démocrate       | 4 mars 1885 - 3 mars 1887            | 49e         | Élu en 1884. |
| James E. Cobb (en)            | Démocrate       | 4 mars 1887 - 21 avril 1896          | 50e - 54e   | Élu en 1886. Réélu en 1888 Réélu en 1890. Réélu en 1892. Perd l'élection contestée de 1894. |
| Albert Taylor Goodwyn (en)    | Populiste       | 21 avril 1896 - 3 mars 1897          | 54e         | Gagne l'élection contestée de 1894. Perd sa réélection. |
| Willis Brewer (en)            | Démocrate       | 4 mars 1897 - 3 mars 1901            | 55e , 56e   | Élu en 1896. Réélu en 1898. Perd sa renomination. |
| Charles Winston Thompson (en) | Démocrate       | 4 mars 1901 - 20 mars 1904           | 57e , 58e   | Élu en 1900. Réélu en 1902. Décès. |
| Vacant                        | Vacant          | 20 mars 1904 - 19 mai 1904           | 58e         | |
| James Thomas Heflin (en)      | Démocrate       | 19 mai 1904 - 1er novembre 1920      | 58e - 66e   | Élu pour terminer le mandat de Thompson. Réélu en 1904. Réélu en 1906. Réélu en 1908. Réélu en 1910. Réélu en 1912. Réélu en 1914. Réélu en 1916. Réélu en 1918. Retrait pour se présenter comme Sénateur des États-Unis et démissionne lorsqu'élu. |
| Vacant                        | Vacant          | 1er novembre 1920 - 14 décembre 1920 | 66e         | |
| William B. Bowling (en)       | Démocrate       | 14 décembre 1920 - 16 août 1928      | 66e - 70e   | Élu pour finir le mandat d'Heflin. Également élu pour un second mandat complet. Réélu en 1922. Réélu en 1924. Réélu en 1926. Démissionne pour devenir Juge du 5e Circuit de l'Alabama.                                                              |
| Vacant                        | Vacant          | 16 août 1928 - 6 novembre 1928       | 70e         | |
| LaFayette L. Patterson (en)   | Démocrate       | 6 novembre 1928 - 3 mars 1933        | 70e - 72e   | Élu pour terminer le mandat de Bowling. Également élu pour un second mandat complet en 1928. Réélu en 1930. Perd se renomations. |
| Miles C. Allgood (en)         | Démocrate       | 4 mars 1933 - 3 janvier 1935         | 73e         | Redécoupage depuis le 7e district et réélu en 1932. Perd sa renomination. |
| Joe Starnes (en)              | Démocrate       | 3 janvier 1935 - 3 janvier 1945      | 74e - 78e   | Élu en 1934. Réélu en 1936. Réélu en 1938. Réélu en 1940. Réélu en 1942. Perd sa renomination. |
| Albert Rains (en)             | Démocrate       | 3 janvier 1945 - 3 janvier 1963      | 79e - 87e   | Élu en 1944. Réélu en 1946. Réélu en 1948. Réélu en 1950. Réélu en 1952. Réélu en 1954. Réélu en 1956. Réélu en 1958. Réélu en 1960. Redécoupage vers le district at-large.                                                                         |
| Vacant                        | Vacant          | 3 janvier 1963 - 3 janvier 1965      | 88e         | District inactif, tous les Représentants sont élus at-large. |
| Armistead I. Selden Jr. (en)  | Démocrate       | 3 janvier 1965 - 3 janvier 1969      | 89e , 90e   | Redécoupage depuis le district at-large et réélu en 1964. Réélu en 1966. Retrait pour se présenter comme Sénateur des États-Unis. |
| Walter Flowers (en)           | Démocrate       | 3 janvier 1969 - 3 janvier 1973      | 91e , 92e   | Élu en 1968. Réélu en 1970. Redécoupage vers le 7e district. |
| Robert E. Jones Jr. (en)      | Démocrate       | 3 janvier 1973 - 3 janvier 1977      | 93e , 94e   | Redécoupage depuis le 8e district et réélu en 1972. Réélu en 1974. Retrait. |
| Ronnie Flippo (en)            | Démocrate       | 3 janvier 1977 - 3 janvier 1991      | 95e - 101e  | Élu en 1976. Réélu en 1978. Réélu en 1980. Réélu en 1982. Réélu en 1984. Réélu en 1986. Réélu en 1988. Retrait pour se présenter comme Gouverneur de l'Alabama.                                                                                     |
| Bud Cramer (en)               | Démocrate       | 3 janvier 1991 - 3 janvier 2009      | 102e - 110e | Élu en 1990. Réélu en 1992. Réélu en 1994. Réélu en 1996. Réélu en 1998. Réélu en 2000. Réélu en 2004. Réélu en 2006. Retrait. |
| Parker Griffith               | Démocrate       | 3 janvier 2009 - 22 décembre 2009    | 111e        | Élu en 2008. Change de parti. Perd sa renomination. |
| Parker Griffith               | Républicain     | 22 décembre 2009 - 3 janvier 2011    | 111e        | Élu en 2008. Change de parti. Perd sa renomination. |
| Mo Brooks                     | Républicain     | 3 janvier 2011 - 3 janvier 2023      | 112e - 117e | Élu en 2010. Réélu en 2012. Réélu en 2014. Réélu en 2016. Réélu en 2018 Réélu en 2020. Retrait pour se présenter comme Sénateur des États-Unis. |
| Dale Strong                   | Républicain     | 3 janvier 2023 - en cours            | 118e        | Élu en 2022. |

## Résultats des récentes élections
Voici les résultats des dix précédents cycles électoraux dans le district.

### 2004
| Élection de 2004 du 5e district congressionnel de l'Alabama | Élection de 2004 du 5e district congressionnel de l'Alabama | Élection de 2004 du 5e district congressionnel de l'Alabama | Élection de 2004 du 5e district congressionnel de l'Alabama | Élection de 2004 du 5e district congressionnel de l'Alabama |
| ----------------------------------------------------------- | ----------------------------------------------------------- | ----------------------------------------------------------- | ----------------------------------------------------------- | ----------------------------------------------------------- |
| Parti                                                       | Parti                                                       | Candidat                                                    | Votes                                                       | %                                                           |
|                                                             | Démocrate                                                   | Bud Cramer (en) (sortant)                                   | 200 999                                                     | 72,97 %                                                     |
|                                                             | Républicain                                                 | Gerald « Gerry » Wallace                                    | 74 145                                                      | 26,92 %                                                     |
|                                                             | Write-in                                                    | Write-in                                                    | 315                                                         | 0,11 %                                                      |
| Total des votes                                             | Total des votes                                             | Total des votes                                             | 275 459                                                     | 100 %                                                       |
|                                                             | Les Démocrates conservent                                   |                                                             |                                                             |                                                             |

### 2006
| Élection de 2006 du 5e district congressionnel de l'Alabama | Élection de 2006 du 5e district congressionnel de l'Alabama | Élection de 2006 du 5e district congressionnel de l'Alabama | Élection de 2006 du 5e district congressionnel de l'Alabama | Élection de 2006 du 5e district congressionnel de l'Alabama |
| ----------------------------------------------------------- | ----------------------------------------------------------- | ----------------------------------------------------------- | ----------------------------------------------------------- | ----------------------------------------------------------- |
| Parti                                                       | Parti                                                       | Candidat                                                    | Votes                                                       | %                                                           |
|                                                             | Démocrate                                                   | Bud Cramer (en) (sortant)                                   | 143 015                                                     | 98,26 %                                                     |
|                                                             | Write-in                                                    | Write-in                                                    | 2 540                                                       | 1,75 %                                                      |
| Total des votes                                             | Total des votes                                             | Total des votes                                             | 145 555                                                     | 100 %                                                       |
|                                                             | Les Démocrates conservent                                   |                                                             |                                                             |                                                             |

### 2008
| Élection de 2008 du 5e district congressionnel de l'Alabama | Élection de 2008 du 5e district congressionnel de l'Alabama | Élection de 2008 du 5e district congressionnel de l'Alabama | Élection de 2008 du 5e district congressionnel de l'Alabama | Élection de 2008 du 5e district congressionnel de l'Alabama |
| ----------------------------------------------------------- | ----------------------------------------------------------- | ----------------------------------------------------------- | ----------------------------------------------------------- | ----------------------------------------------------------- |
| Parti                                                       | Parti                                                       | Candidat                                                    | Votes                                                       | %                                                           |
|                                                             | Démocrate                                                   | Parker Griffith                                             | 158 324                                                     | 51,52 %                                                     |
|                                                             | Républicain                                                 | Wayne Parker                                                | 147 314                                                     | 47,94 %                                                     |
|                                                             | Write-in                                                    | Write-in                                                    | 1 644                                                       | 0,54 %                                                      |
| Total des votes                                             | Total des votes                                             | Total des votes                                             | 307 282                                                     | 100 %                                                       |
|                                                             | Les Démocrates conservent                                   |                                                             |                                                             |                                                             |

### 2010
| Élection de 2010 du 5e district congressionnel de l'Alabama | Élection de 2010 du 5e district congressionnel de l'Alabama | Élection de 2010 du 5e district congressionnel de l'Alabama | Élection de 2010 du 5e district congressionnel de l'Alabama | Élection de 2010 du 5e district congressionnel de l'Alabama |
| ----------------------------------------------------------- | ----------------------------------------------------------- | ----------------------------------------------------------- | ----------------------------------------------------------- | ----------------------------------------------------------- |
| Parti                                                       | Parti                                                       | Candidat                                                    | Votes                                                       | %                                                           |
|                                                             | Républicain                                                 | Mo Brooks                                                   | 131 109                                                     | 57,89 %                                                     |
|                                                             | Démocrate                                                   | Steve Raby                                                  | 95 192                                                      | 42,03 %                                                     |
|                                                             | Write-in                                                    | Write-in                                                    | 189                                                         | 0,08 %                                                      |
| Total des votes                                             | Total des votes                                             | Total des votes                                             | 226 490                                                     | 100 %                                                       |
|                                                             | Les Républicains conservent                                 |                                                             |                                                             |                                                             |

### 2012
| Élection de 2012 du 5e district congressionnel de l'Alabama | Élection de 2012 du 5e district congressionnel de l'Alabama | Élection de 2012 du 5e district congressionnel de l'Alabama | Élection de 2012 du 5e district congressionnel de l'Alabama | Élection de 2012 du 5e district congressionnel de l'Alabama |
| ----------------------------------------------------------- | ----------------------------------------------------------- | ----------------------------------------------------------- | ----------------------------------------------------------- | ----------------------------------------------------------- |
| Parti                                                       | Parti                                                       | Candidat                                                    | Votes                                                       | %                                                           |
|                                                             | Républicain                                                 | Mo Brooks (sortant)                                         | 189 185                                                     | 64,95 %                                                     |
|                                                             | Démocrate                                                   | Charlie L. Holley                                           | 101 772                                                     | 34,94 %                                                     |
|                                                             | Write-in                                                    | Write-in                                                    | 336                                                         | 0,12 %                                                      |
| Total des votes                                             | Total des votes                                             | Total des votes                                             | 291 293                                                     | 100 %                                                       |
|                                                             | Les Républicains conservent                                 |                                                             |                                                             |                                                             |

### 2014
| Élection de 2014 du 5e district congressionnel de l'Alabama | Élection de 2014 du 5e district congressionnel de l'Alabama | Élection de 2014 du 5e district congressionnel de l'Alabama | Élection de 2014 du 5e district congressionnel de l'Alabama | Élection de 2014 du 5e district congressionnel de l'Alabama |
| ----------------------------------------------------------- | ----------------------------------------------------------- | ----------------------------------------------------------- | ----------------------------------------------------------- | ----------------------------------------------------------- |
| Parti                                                       | Parti                                                       | Candidat                                                    | Votes                                                       | %                                                           |
|                                                             | Républicain                                                 | Mo Brooks (sortant)                                         | 115 338                                                     | 74,42 %                                                     |
|                                                             | Indépendant                                                 | Mark Bray                                                   | 39 005                                                      | 25,17 %                                                     |
|                                                             | Write-in                                                    | Write-in                                                    | 631                                                         | 0,41 %                                                      |
| Total des votes                                             | Total des votes                                             | Total des votes                                             | 154 974                                                     | 100 %                                                       |
|                                                             | Les Républicains conservent                                 |                                                             |                                                             |                                                             |

### 2016
| Élection de 2016 du 5e district congressionnel de l'Alabama | Élection de 2016 du 5e district congressionnel de l'Alabama | Élection de 2016 du 5e district congressionnel de l'Alabama | Élection de 2016 du 5e district congressionnel de l'Alabama | Élection de 2016 du 5e district congressionnel de l'Alabama |
| ----------------------------------------------------------- | ----------------------------------------------------------- | ----------------------------------------------------------- | ----------------------------------------------------------- | ----------------------------------------------------------- |
| Parti                                                       | Parti                                                       | Candidat                                                    | Votes                                                       | %                                                           |
|                                                             | Républicain                                                 | Mo Brooks (sortant)                                         | 205 647                                                     | 66,70 %                                                     |
|                                                             | Démocrate                                                   | Willie « Will » Boyd, Jr.                                   | 102 234                                                     | 33,16 %                                                     |
|                                                             | Write-in                                                    | Write-in                                                    | 445                                                         | 0,14 %                                                      |
| Total des votes                                             | Total des votes                                             | Total des votes                                             | 308 326                                                     | 100 %                                                       |
|                                                             | Les Républicains conservent                                 |                                                             |                                                             |                                                             |

### 2018
| Élection de 2018 du 5e district congressionnel de l'Alabama | Élection de 2018 du 5e district congressionnel de l'Alabama | Élection de 2018 du 5e district congressionnel de l'Alabama | Élection de 2018 du 5e district congressionnel de l'Alabama | Élection de 2018 du 5e district congressionnel de l'Alabama |
| ----------------------------------------------------------- | ----------------------------------------------------------- | ----------------------------------------------------------- | ----------------------------------------------------------- | ----------------------------------------------------------- |
| Parti                                                       | Parti                                                       | Candidat                                                    | Votes                                                       | %                                                           |
|                                                             | Républicain                                                 | Mo Brooks (sortant)                                         | 159 063                                                     | 61,02 %                                                     |
|                                                             | Démocrate                                                   | Peter Joffrion                                              | 101 388                                                     | 38,90 %                                                     |
|                                                             | Write-in                                                    | Write-in                                                    | 222                                                         | 0,09 %                                                      |
| Total des votes                                             | Total des votes                                             | Total des votes                                             | 260 673                                                     | 100 %                                                       |
|                                                             | Les Républicains conservent                                 |                                                             |                                                             |                                                             |

### 2020
| Élection de 2020 du 5e district congressionnel de l'Alabama | Élection de 2020 du 5e district congressionnel de l'Alabama | Élection de 2020 du 5e district congressionnel de l'Alabama | Élection de 2020 du 5e district congressionnel de l'Alabama | Élection de 2020 du 5e district congressionnel de l'Alabama |
| ----------------------------------------------------------- | ----------------------------------------------------------- | ----------------------------------------------------------- | ----------------------------------------------------------- | ----------------------------------------------------------- |
| Parti                                                       | Parti                                                       | Candidat                                                    | Votes                                                       | %                                                           |
|                                                             | Républicain                                                 | Mo Brooks (sortant)                                         | 253 094                                                     | 95,81 %                                                     |
|                                                             | Write-in                                                    | Write-in                                                    | 11 066                                                      | 4,19 %                                                      |
| Total des votes                                             | Total des votes                                             | Total des votes                                             | 264 160                                                     | 100 %                                                       |
|                                                             | Les Républicains conservent                                 |                                                             |                                                             |                                                             |

### 2022
| Primaire Républicaine 2022 du 5e District Congressionnel de l'Alabama, | Primaire Républicaine 2022 du 5e District Congressionnel de l'Alabama, | Primaire Républicaine 2022 du 5e District Congressionnel de l'Alabama, | Primaire Républicaine 2022 du 5e District Congressionnel de l'Alabama, | Primaire Républicaine 2022 du 5e District Congressionnel de l'Alabama, |
| ---------------------------------------------------------------------- | ---------------------------------------------------------------------- | ---------------------------------------------------------------------- | ---------------------------------------------------------------------- | ---------------------------------------------------------------------- |
| Parti                                                                  | Parti                                                                  | Candidat                                                               | Votes                                                                  | %                                                                      |
|                                                                        | Républicain                                                            | Dale Strong                                                            | 45 319                                                                 | 44,7 %                                                                 |
|                                                                        | Républicain                                                            | Casey Wardynsky                                                        | 23 340                                                                 | 23,0 %                                                                 |
|                                                                        | Républicain                                                            | John Roberts                                                           | 13 979                                                                 | 13,8 %                                                                 |
|                                                                        | Républicain                                                            | Paul Sanford                                                           | 11 573                                                                 | 11,4 %                                                                 |
|                                                                        | Républicain                                                            | Andy Blalock                                                           | 5 608                                                                  | 5,5 %                                                                  |
|                                                                        | Républicain                                                            | Harrison Wright                                                        | 1 509                                                                  | 1,5 %                                                                  |

| Second Tour de la Primaire Républicaine 2022 du 5e District Congressionnel de l'Alabama | Second Tour de la Primaire Républicaine 2022 du 5e District Congressionnel de l'Alabama | Second Tour de la Primaire Républicaine 2022 du 5e District Congressionnel de l'Alabama | Second Tour de la Primaire Républicaine 2022 du 5e District Congressionnel de l'Alabama | Second Tour de la Primaire Républicaine 2022 du 5e District Congressionnel de l'Alabama |
| --------------------------------------------------------------------------------------- | --------------------------------------------------------------------------------------- | --------------------------------------------------------------------------------------- | --------------------------------------------------------------------------------------- | --------------------------------------------------------------------------------------- |
| Parti                                                                                   | Parti                                                                                   | Candidat                                                                                | Votes                                                                                   | %                                                                                       |
|                                                                                         | Républicain                                                                             | Dale Strong                                                                             | 32 889                                                                                  | 62,8                                                                                    |
|                                                                                         | Républicain                                                                             | Casey Wardynsky                                                                         | 19 459                                                                                  | 37,2                                                                                    |

| Primaire Démocrate 2022 du 5e District Congressionnel de l'Alabama | Primaire Démocrate 2022 du 5e District Congressionnel de l'Alabama | Primaire Démocrate 2022 du 5e District Congressionnel de l'Alabama | Primaire Démocrate 2022 du 5e District Congressionnel de l'Alabama | Primaire Démocrate 2022 du 5e District Congressionnel de l'Alabama |
| ------------------------------------------------------------------ | ------------------------------------------------------------------ | ------------------------------------------------------------------ | ------------------------------------------------------------------ | ------------------------------------------------------------------ |
| Parti                                                              | Parti                                                              | Candidat                                                           | Votes                                                              | %                                                                  |
|                                                                    | Démocrate                                                          | Kathy Warner-Stanton                                               | 9 010                                                              | 57,2 %                                                             |
|                                                                    | Démocrate                                                          | Charlie Thompson                                                   | 6 739                                                              | 42,8 %                                                             |

| Élection de 2022 du 5e district congressionnel de l'Alabama | Élection de 2022 du 5e district congressionnel de l'Alabama | Élection de 2022 du 5e district congressionnel de l'Alabama | Élection de 2022 du 5e district congressionnel de l'Alabama | Élection de 2022 du 5e district congressionnel de l'Alabama |
| ----------------------------------------------------------- | ----------------------------------------------------------- | ----------------------------------------------------------- | ----------------------------------------------------------- | ----------------------------------------------------------- |
| Parti                                                       | Parti                                                       | Candidat                                                    | Votes                                                       | %                                                           |
|                                                             | Républicain                                                 | Dale Strong                                                 | 142 435                                                     | 67,1 %                                                      |
|                                                             | Démocrate                                                   | Kathy Warner-Stanton                                        | 62 740                                                      | 29,5 %                                                      |
|                                                             | Libertarien                                                 | Phillip « PJ » Greer                                        | 6 773                                                       | 3,2 %                                                       |
|                                                             | Write-in                                                    | Write-in                                                    | 369                                                         | 0,2 %                                                       |
| Total des votes                                             | Total des votes                                             | Total des votes                                             | 212 317                                                     | 100 %                                                       |
|                                                             | Les Républicains conservent                                 |                                                             |                                                             |                                                             |

### 2024
La Primaire Républicaine a été annulée. Dale Strong, (R-Sortant), avance vers l'Élection Générale.
| Élection de 2024 du 5e District Congressionnel de l'Alabama | Élection de 2024 du 5e District Congressionnel de l'Alabama | Élection de 2024 du 5e District Congressionnel de l'Alabama | Élection de 2024 du 5e District Congressionnel de l'Alabama | Élection de 2024 du 5e District Congressionnel de l'Alabama |
| ----------------------------------------------------------- | ----------------------------------------------------------- | ----------------------------------------------------------- | ----------------------------------------------------------- | ----------------------------------------------------------- |
| Parti                                                       | Parti                                                       | Candidat                                                    | Votes                                                       | %                                                           |
|                                                             | Républicain                                                 | Dale Strong (sortant)                                       | 250 322                                                     | 95,4                                                        |
|                                                             | Write-In                                                    | Write-In                                                    | 12 088                                                      | 4,6                                                         |
| Total des votes                                             | Total des votes                                             | Total des votes                                             | 262 410                                                     | 100 %                                                       |
|                                                             | Les Républicains conservent                                 |                                                             |                                                             |                                                             |

## Frontières historiques du district

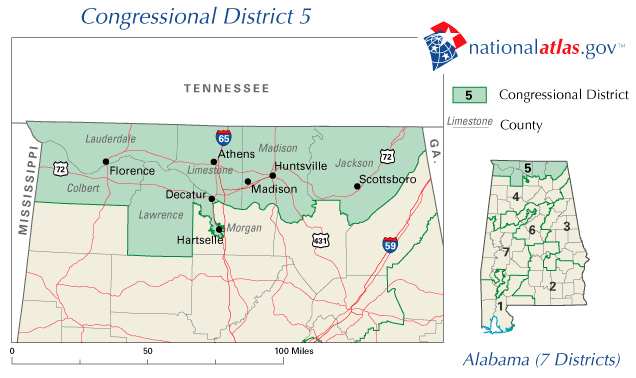
2003-2013